# Sanchidrián
Sanchidrián – gmina w Hiszpanii, w prowincji Ávila, w Kastylii i León, o powierzchni 26,6 km². W 2011 roku gmina liczyła 840 mieszkańców.